# Комиссаров, Иван Еремеевич
Ива́н Ереме́евич Комисса́ров (10 мая 1929 — 20 апреля 2009) — российский художник, живописец, пейзажист, заслуженный художник РСФСР (1976), народный художник РФ (2008), единственный народный художник РФ в Самаре.

## Биография
Родился в селе Яблоновый Гай, Саратовской области 10 мая 1929 года.
В 1944—1948 годах учился в Пензенском художественном училище.
После окончания Пензенского художественного училища его художественный опыт обогащался в творческой группе куйбышевских пейзажистов, возглавляемой О. Н. Карташевым, в общении с коллегами разных поколений на Академической даче, во время путешествий по Золотому Кольцу и бесед с владимирскими живописцами, изучая технику письма древнерусских мастеров.
В 1964 году принят в Союз художников СССР.
В 1976 году присвоено звание «Заслуженный художник РСФСР».
В 2008 году присвоено звание «Народный художник РФ».
Скончался 20 апреля 2009 года в Самаре на 80-м году жизни. Похоронен на Городском кладбище Самары.
В 2019 году в Самарском областном художественном музее состоялась большая персональная выставка Ивана Комиссарова «Край вдохновения» (из коллекции В. П. Кузьмина).

## Работы в собраниях
Многие произведения художника находятся в музеях, картинных галереях и частных собраниях в РФ и за рубежом, среди них:
- Выставочный фонд Министерства культуры РФ.
- Новосибирский Художественный музей.
- Южная Корея, Сеул — галерея «Союз».
- Япония — галерея «Геккосо».
- Бельгия — фирма «Бельсо».
- Италия — фирма «Мадзолини».
- Финляндия — фирма «Пиктум».
- Франция — фирма «Циммерман».
- Швейцария — частное собрание Тодаре.